# نبرد دان نو اورا
نبرد دان نو اورا (به ژاپنی: 壇ノ浦の戦い Dan-no-ura no tatakai) یک جنگ دریایی بزرگ و آخرین نبرد از جنگ گنپی بود. این نبرد در شیمونوسکی، یاماگوچی، در تنگه شیمونوسکی در نوک جنوبی هونشو رخ داد.